# Tichon (Petraniuk)
Tichon, imię świeckie Taras Iwanowycz Petraniuk (ur. 19 października 1976 w Kołomyi) – duchowny Kościoła Prawosławnego Ukrainy, wcześniej Ukraińskiego Autokefalicznego Kościoła Prawosławnego, od 2017 biskup tarnopolski i buczacki.

## Życiorys
Święcenia diakonatu przyjął 11 września 1999, a prezbiteratu 14 października tego samego roku. Chirotonię biskupią otrzymał 22 listopada 2009 jako biskup ługański i starobielski Patriarchatu Kijowskiego. 23 lutego 2017 przeszedł do UAKP. 4 maja został mianowany biskupem odeskim, a 22 września tarnopolskim. 25 lipca 2018 r. podniesiony do godności arcybiskupa.